# تروشن (استان ماسوویان)
تروشن (به لهستانی:  Troszyn) یک روستا در لهستان است که در گمینا تروشن واقع شده‌است.